# أندرو فلينتوف
أندرو فلينتوف (بالإنجليزية: Andrew Flintoff) (و. 1977  م) هو ملاكم، ولاعب كريكت بريطاني، ولد في برستون.

## جوائز
حصل على جوائز منها:
- جائزة بي بي سي لشخصية العام الرياضية  [لغات أخرى]‏ (2005)[7]
- لاعب كريكت ويسدن للسنة  [لغات أخرى]‏
- عضو رتبة الإمبراطورية البريطانية

## روابط خارجية
- أندرو فلينتوف على موقع بوكس ريك (الإنجليزية) (registration required)
- أندرو فلينتوف على موقع إي آس بي آن كريك إنفو (الإنجليزية)